# Phénazépam
Le phénazépam (nom commercial Fenazepam) est une benzodiazépine développée dans les années 1970 en URSS. Il n'est pas commercialisé en France. Des cas d'abus et d'accidents ont été rapportés du fait de sa puissance et de sa configuration moléculaire. Il est inscrit depuis 2017 sur la liste des produits psychotropes et est donc de fait interdit dans de nombreux pays européens, bien qu'une ordonnance originaire d'un pays dans lequel il est prescrit puisse justifier son importation pour un usage personnel.
Le produit est dosé à 1 ou 2,5 mg. Sa puissance est élevée et au minimum comparable à celle du lorazépam dont il est proche. Avec un atome de brome lié à son cycle benzo (à la place du chlore habituel) ainsi que l'absence d'un groupe "3-hydroxy" il devrait se placer entre le lorazépam et le clonazépam en termes de puissance par 1 mg. Sa consommation comporte de ce fait un risque de surdosage important, lorsqu'il n'est pas utilisé dans une démarche médicale responsable.
Sa demi-vie d'élimination de situe selon les sources entre 6 et 18 heures,,, mais il existe une certaine confusion quant au rythme d'élimination de ses métabolites actifs, dont le 3-hydroxyphenazepam. Cela présenterait un certain risque d'accumulation en cas d'usage quotidien, quand bien même ce métabolite devrait en toute logique avoir une puissance moindre et une élimination plus rapide, de la même manière que témazepam, qui n'est autre que la version "3-hydroxy" du diazépam, est plus faible par dose que ce dernier,.